# Zeszłej nocy
Zeszłej nocy (ang. Last Night) – amerykański melodramat z 2010 roku w reżyserii Massy Tadjedin. W rolach głównych wystąpili brytyjska aktorka Keira Knightley, australijski aktor Sam Worthington i amerykańska aktorka Eva Mendes. Zdjęcia kręcono w Nowym Jorku, głównie w SoHo i na Manhattanie.

## Obsada
- Keira Knightley jako Joanna
- Eva Mendes jako Laura
- Sam Worthington jako Michael
- Guillaume Canet jako Alex
- Stephanie Romanov jako Sandra
- Chriselle Almeida jako Chris
- Scott Adsit jako Stuart